# Яккасарайский район
Яккасарайский район (узб. Yakkasaroy tumani / Яккасарой тумани) — административно-территориальная единица города Ташкента, самый маленький по площади район города. Единственный район Ташкента, не имеющий общих границ с Ташкентской областью. Расположен в центральной части столицы. Современная площадь — 1460 гектаров (2009), население — 115,0 тысяч человек.

## История
Фрунзенский район города Ташкента был образован 26 августа 1936 года. Район был назван в честь советского государственного и военного деятеля Михаила Васильевича Фрунзе. 8 мая 1992 года район был переименован в Яккасарайский район города Ташкента.

## Расположение и границы
На севере с Шайхантахурским районом, на востоке с Мирабадским районом, на юге с Сергелийским районом, на западе и юго-западе с Чиланзарским районом.
Граница с Шайхантахурским районом проходит по улице Ислама Каримова (бывшему Узбекистанскому проспекту).
Граница с Мирабадским районом проходит по проспекту Шарафа Рашидова, улице Мирабадская, улице Катта Мирабад, улице Кичик Бешагач, улице Ок Йул и 1 проездом Малой Мирабадской.
Граница с Сергелийским районом проходит вдоль Среднеазиатской железной дороги.
Граница с Чиланзарским районом проходит по каналу Бурджар.

## Физическая география
По территории района протекает канал Бурджар, канал Салар. Площадь озеленения района составляет 1300 гектаров (89 % территории).

## Транспорт
В Яккасарайском районе 196 улиц, основными из которых являются Малая кольцевая дорога, улица Бабура, улица Шота Руставели, улица Нукусская, улица Ислама Каримова, улица Афросиаб. На территории района находятся станция метро Узбекистанской линии Космонавтлар, товарная станция Тукимачи, Южный вокзал Ташкента, автовокзал.

## Жилищный фонд
В состав района входят жилые массивы Башлык и Кушбеги.

## Предприятия и организации
На территории Яккасарайского района действуют 3375 организаций и предприятий, 2830 микрофирм и 430 совместных предприятий, среди которых комбинат «Ташкенттекстиль», вагоноремонтный завод, железобетонный завод, обувная фабрика, объединение «Легпромсервис» и другие. На территории района функционирует Яккасарайский технопарк, образованный на базе ОАО «Тоштукимачи», в 2015 году в технопарке было зарегистрировано около 200 предприятий, производящих товары народного потребления, продукты питания и строительные материалы.

## Образование и культура
На территории района находятся 26 проектных институтов и конструкторских бюро, Ташкентский государственный университет узбекского языка и литературы им. А. Навои, Ташкентский институт текстильной и легкой промышленности, Высшая школа танца и хореографии, Кукольный театр, Музей прикладного искусства, выставочный зал Академии художеств Узбекистана.

## Объекты культурного наследия
В Яккасарайском районе находятся исторические памятники Шоштепа (IV век до нашей эры), исторические крепостные ворота (1880).